# Raquel Atawo
Raquel Atawo (de soltera Kops-Jones; 8 de diciembre de 1982) es una tenista profesional estadounidense. Ganadora de 12 títulos WTA y finalista en 6 oportunidades en dobles femeninos.

## Torneos WTA (18; 0+18)

### Dobles (18)
| Leyenda: Antes 2009        | Leyenda: Desde 2009   |
| -------------------------- | --------------------- |
| Grand Slam (0)             |                       |
| WTA Tour Championships (0) |                       |
| Tier I (0)                 | Premier Mandatory (0) |
| Tier II (0)                | Premier 5 (3)         |
| Tier III (0)               | Premier (9)           |
| Tier IV & V (1)            | International (6)     |

| N°  | Fecha                    | Torneo           | Superficie        | Pareja                | Oponentes en la final             | Resultado           |
| 1.  | 4 de noviembre de 2007   | Quebec           | Dura              | Christina Fusano      | Stéphanie Dubois Renata Voráčová  | 6-3, 7-6(6)         |
| 2.  | 10 de mayo de 2009       | Estoril          | Tierra batida     | Abigail Spears        | Sharon Fichman Katalin Marosi     | 2-6, 6-3, [10-5]    |
| 3.  | 23 de mayo de 2009       | Varsovia         | Tierra batida     | Bethanie Mattek-Sands | Yan Zi Jie Zheng                  | 6-1, 6-1            |
| 4.  | 18 de septiembre de 2011 | Quebec           | Dura              | Abigail Spears        | Jamie Hampton Anna Tatishvili     | 6-0, 3-6, [10-6]    |
| 5.  | 23 de julio de 2012      | San Diego        | Dura              | Abigail Spears        | Vania King Nadia Petrova          | 6-2, 6-4            |
| 6.  | 23 de septiembre de 2012 | Seúl             | Dura              | Abigail Spears        | Akgul Amanmuradova Vania King     | 2-6, 6-2, [10-8]    |
| 7.  | 29 de septiembre de 2012 | Tokio (Pacífico) | Dura              | Abigail Spears        | Anna-Lena Grönefeld Kveta Peschke | 6-1, 6-4            |
| 8.  | 14 de octubre de 2012    | Osaka            | Dura              | Abigail Spears        | Kimiko Date Heather Watson        | 6-1, 6-4            |
| 9.  | 28 de julio de 2013      | Stanford         | Dura              | Abigail Spears        | Julia Goerges Darija Jurak        | 6-2, 7-6(4)         |
| 10. | 4 de agosto de 2013      | San Diego        | Dura              | Abigail Spears        | Hao-Ching Chan Janette Husárová   | 6-4, 6-1            |
| 11. | 15 de junio de 2014      | Birmingham       | Hierba            | Abigail Spears        | Ashleigh Barty Casey Dellacqua    | 7-6(1), 6-1         |
| 12. | 17 de agosto de 2014     | Cincinnati       | Dura              | Abigail Spears        | Tímea Babos Kristina Mladenovic   | 6-1, 2-0, ret.      |
| 13. | 28 de febrero de 2015    | Doha             | Dura              | Abigail Spears        | Su-Wei Hsieh Sania Mirza          | 6-4, 6-4            |
| 14. | 15 de junio de 2015      | Nottingham       | Hierba            | Abigail Spears        | Jocelyn Rae Anna Smith            | 3-6, 6-3, [11-9]    |
| 15. | 18 de octubre de 2015    | Linz             | Dura (i)          | Abigail Spears        | Andrea Hlaváčková Lucie Hradecká  | 6-3, 7-5            |
| 16. | 24 de julio de 2016      | Stanford         | Dura              | Abigail Spears        | Darija Jurak Anastasia Rodionova  | 6-3, 6-4            |
| 17. | 30 de abril de 2017      | Stuttgart        | Tierra batida (i) | Jeļena Ostapenko      | Abigail Spears Katarina Srebotnik | 6-4, 6-4            |
| 18. | 29 de abril de 2018      | Stuttgart        | Tierra batida (i) | Anna-Lena Grönefeld   | Nicole Melichar Květa Peschke     | 6-4, 6-7(5), [10-5] |

#### Finalista (8)
| N° | Fecha                 | Torneo     | Superficie | Pareja              | Oponentes en la final                         | Resultado        |
| 1. | 14 de junio de 2009   | Birmingham | Hierba     | Abigail Spears      | Cara Black Liezel Huber                       | 1-6, 4-6         |
| 2. | 7 de agosto de 2011   | San Diego  | Dura       | Abigail Spears      | Květa Peschke Katarina Srebotnik              | 0-6, 2-6         |
| 3. | 7 de enero de 2012    | Brisbane   | Dura       | Abigail Spears      | Nuria Llagostera Vives Arantxa Parra Santonja | 6-7(2), 6-7(2)   |
| 4. | 19 de febrero de 2012 | Doha       | Dura       | Abigail Spears      | Liezel Huber Lisa Raymond                     | 3-6, 1-6         |
| 5. | 22 de febrero de 2014 | Seúl       | Dura       | Abigail Spears      | Chan Chin-wei Xu Yifan                        | 5-7, 3-6         |
| 6. | 22 de febrero de 2014 | Dubái      | Dura       | Abigail Spears      | Alla Kudryavtseva Anastasia Rodionova         | 2-6, 7-5, [8-10] |
| 7. | 16 de enero de 2015   | Sídney     | Dura       | Abigail Spears      | Bethanie Mattek-Sands Sania Mirza             | 3-6, 3-6         |
| 8. | 14 de octubre de 2018 | Linz       | Dura (i)   | Anna-Lena Grönefeld | Kirsten Flipkens Johanna Larsson              | 6-4, 4-6, [5-10] |